# Giuseppe Valentini (musicista)

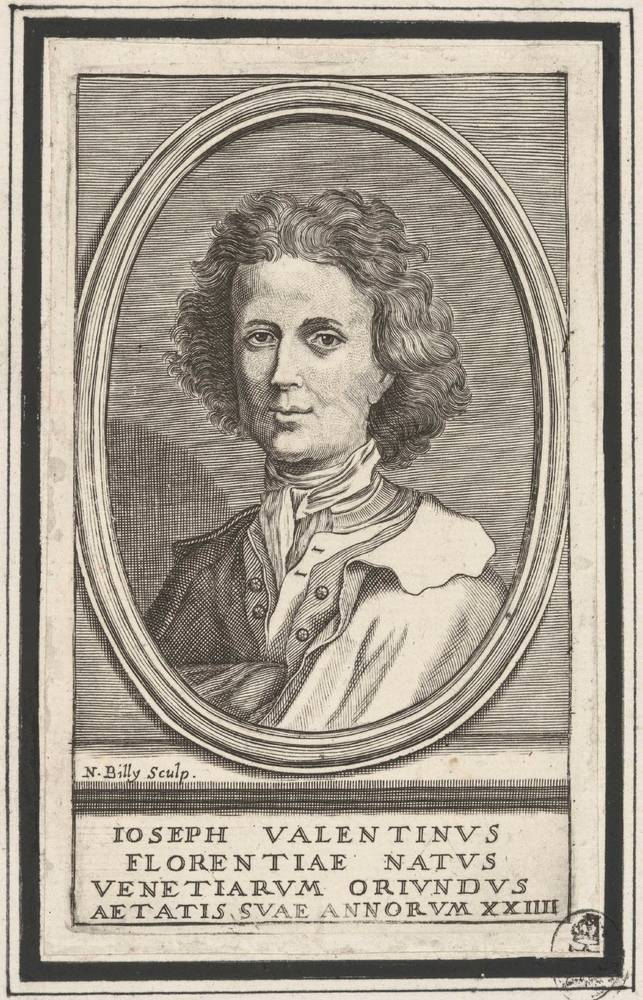
Giuseppe Valentini

Giuseppe Valentini (Firenze, 14 dicembre 1681 – Roma, 1753) è stato un compositore, violinista, poeta e pittore italiano.

## Biografia
Spesso gli studiosi del passato hanno ipotizzato (senza però trovare riscontri) un suo discepolato violinistico sotto la guida di Antonio Veracini a Firenze o di Arcangelo Corelli a Roma, mentre lo stesso compositore si qualifica in un suo sonetto come allievo per la composizione di Giovanni Bononcini.

Già dal 1692 lo si trova a Roma, a soli undici anni d'età, membro della Congregazione dei Musici di Santa Cecilia, di cui due anni dopo figura nel ruolo di segretario. L'appartenenza alla congregazione era indispensabile per lo svolgimento dell'attività di musicista professionista.
Nel 1701, pubblica a Roma la sua prima opera, XII Sinfonie, A tre, cioè due Violini e Violoncello, col Basso per l'Organo, dedicandola a Giovanni Giorgio Costaguti, Marchese di Sipicciano. Nel 1703, vedono la luce le Bizzarrie per Camera, opera II, dedicate a Carlo Francesco Spinelli, principe di Tarsia.
Ad un periodo di poco successivo al 1702 risale una circostanza riferita dal violinista e compositore Francesco Geminiani al musicologo Charles Burney. Ricorda il Geminiani che Arcangelo Corelli, la cui stella era ormai in declino, era rimasto mortificato dal minore successo ottenuto a Roma dalle sue esibizioni, mentre le esecuzioni di Valentini, per quanto infinitamente inferiori, e lo stile delle sue composizioni, riscuotevano un crescente apprezzamento; questo cambiamento dei gusti del pubblico aveva gettato Corelli in uno stato di prostrazione che l'aveva accompagnato fino alla morte.

Difatti, in questi primi anni del secolo l'attività compositiva di Valentini ha un grande successo. Nel 1705, egli compone tre oratori, La superbia punita in Absalone, su libretto di Carlo Uslenghi, Sant'Alessio e Santa Caterina da Siena, su libretto di Angelo Donato Rossi, amico del compositore. Nel giro di un solo anno, dal 1706 al 1707, vanno in stampa ben tre opere strumentali: le Fantasie musicali a tre op. III, le Idee per camera opera IV, dedicate a D. Giuseppe Garzia del Pino, Segretario della Nazione Spagnola, e le Villeggiature armoniche a tre op.V (quest'ultima raccolta ci è giunta solamente attraverso le ristampe di Roger ad Amsterdam e di Le Clerc a Parigi). 

Nel 1708, dà la luce ad una raccolta dei propri componimenti poetici: le Rime, dedicate a Diego Antonio Diodato Cornavaglia. Con l'introduzione del celebre “preilluminista” Paolo Rolli, vi appaiono anche diversi sonetti  “di alcuni Eruditi Ingegni diretti all'Autore”: tutti Accademici Infecondi ed Arcadi. C'è di che ipotizzare che anche il Valentini fosse un Infecondo ed in seguito all'ammissione dei primi musicisti in Arcadia nel 1706 (Arcangelo Corelli, Bernardo Pasquini ed Alessandro Scarlatti, quest'ultimo “professore anche di poesia”)  cercasse contatti con l'Arcadia grazie ai suoi meriti di musicista ma anche di poeta. In ogni caso, in data imprecisata diviene maestro di cappella del Bosco Parrasio.

Il 1710 vede l'uscita dei Concerti grossi op. VII, dedicati ai Principi di Caserta Michelangelo Caetani e Anna Maria Strozzi, al servizio dei quali si definisce nel frontespizio “Suonator di Violino, e Compositore di Musica”. Intanto, ad Amsterdam, Estienne Roger ripubblica su lastra di rame l'opera I.

Sempre a partire dal 1710, Valentini suona regolarmente a S. Luigi dei Francesi e, dall'anno successivo, a San Giacomo degli Spagnoli. Vi entra come violino di ripieno, ma nel corso degli anni raggiungerà ruoli di concertino, talvolta con annesso il compito di compositore dei brani strumentali.

Al 1714 e 1715 risalgono le uniche opere composte da Valentini: rispettivamente, il I atto de La finta rapita e la Costanza in amore, interamente composta da lui, entrambe rappresentate nel teatro del Principe di Caserta a Cisterna.

Ancora nel 1714 dà alle stampe gli Allettamenti per camera a violino, e violoncello, o cembalo, op. VIII, dedicati a Decio degli Onofri, patrizio di Foligno, suo allievo per il violino. 

Tra il 1715 ed il 1725, l'editore Roger ripubblica l'intera serie delle opere strumentali già apparsa in caratteri mobili; ovviamente, la popolarità cresce, soprattutto fuori da Roma e dall'Italia. Suoi brani appaiono infatti in raccolte di vari autori, accanto ai più celebri musicisti italiani, quali Corelli, Benedetto Marcello, Antonio Vivaldi, Francesco Maria Veracini, Tommaso Albinoni e non mancano neppure arrangiamenti di suoi lavori ad opera di altri compositori, come nel caso degli Allettamenti per camera (op. 8) contenuto nel primo volume delle Dodici sonate per violino (1720) di Henry Eccles. Tuttavia, anche a Roma vi è forse una ricaduta di prestigio, tanto che nel 1720 è proposto al ruolo di Coadiutore del maestro di cappella di San Giacomo degli Spagnoli e viene altresì nominato maestro di cappella a San Giovanni dei Fiorentini, posto che manterrà fino alla morte.

Nel 1724, Le Cène pubblica ad Amsterdam i X Concerti grossi op. IX, in un'edizione stranamente priva di dedicatario. È l'ultima opera a stampa di Valentini, che in questi anni si dedica intensamente anche alla musica vocale, componendo cantate spirituali ed oratori, in particolare per il Collegio Nazareno. 

Dal 1727 risulta maestro di cappella di Santa Maria Maddalena (fino al 1750) e dal 1737 anche alla Cappella Paolina in Santa Maria Maggiore, fino al 1752.

A partire da questo momento, nonostante l'attività di maestro di cappella nelle varie chiese che abbiamo citato, abbiamo notizie sempre più rarefatte di sue nuove composizioni; si tratta sempre di cantate a due o tre voci, di argomento spirituale, di cui la musica è perduta. In particolare, dal 1733 alla morte, che lo colse nel 1753, i documenti trovati fino ad oggi parlano di due sole nuove composizioni, due cantate composte per il Collegio Nazareno nel 1746 e 1747.

## Fonti
Come già detto, l'attività di Valentini ha lasciato tracce soprattutto a Roma: l'Archivio degli Scolopi, conservato nelle Scuole Pie di San Pantaleo, è l'istituzione che possiede la maggior quantità di copie manoscritte di sue opere, e altri esemplari manoscritti si trovano nell'Archivio di Santa Maria Maggiore, e all'Accademia Filarmonica. Il suo buon rapporto con gli editori (anche con gli internazionali Walsh, Le Clerc, Roger & Le Cène), in un periodo in cui l'editoria musicale raggiungeva nuovi standard e nuovo pubblico, ha comunque permesso alle sue opere di ottenere una circolazione considerevole: edizioni a stampa di sue composizioni sono sparse in tutta Europa. Una fortuna che ha favorito il movimento anche delle copie manoscritte, anch'esse presenti in gran parte d'Europa. Un suo presunto autografo è infatti segnalato alla Sächsische Landesbibliothek/Staats- und Universitätsbibliothek (SLUB) di Dresda. La pluralità di edizioni stampate ha qualche volta portato a problematiche sovrapposizioni dei numeri d'opera e, in parallelo, anche a una gran varietà di titoli assegnati alla stessa composizione. Gli studi per un catalogo tematico delle opere di Valentini, capace di fare chiarezza, sono iniziati nel 1995.

### Copie manoscritte
Oltre all'Archivio degli Scolopi, copie manoscritte di composizioni di Valentini si conservano in poche istituzioni italiane (la Biblioteca Palatina di Parma, in una miscellanea tardo settecentesca di Sinfonie di Varj Autori, possiede alcune sue sonate per flauto, e il Conservatorio di Firenze ha un Allettamento per camera, op. 1 n. 5), ma in moltissime straniere. Secondo il Répertoire internationale de sources musicales ci sono:
- 22 copie nel Musikabteilung del Preußischer Kulturbesitz della Staatsbibliothek zu Berlin,
- 12 nella Minster Library di York,
- 9 nella Henry Watson Music Library di Manchester,
- 8 alla Österreichische Nationalbibliothek di Vienna,
- 8 Sächsische Landesbibliothek/Staats- und Universitätsbibliothek (SLUB) di Dresda, tutte digitalizzate sul loro sito,
- 7 alla Kongelige Bibliotek di Copenaghen, alcune digitalizzate sul loro sito,
- 6 nella Cathedral Library di Durham,
- 2 nella British Library di Londra,
- 2 nella Universitetsbiblioteket di Lund,

e copie singole si trovano a Vienna (è segnalata una sua cantata Nell'amoroso foco alla Gesellschaft der Musikfreunde); in Svizzera, nella Musikbibliothek di Einsiedeln e nel Benediktinerkloster di Engelberg; in Svezia, nella Stifts- och landsbiblioteket di Skara, e nella Musik- och teaterbiblioteket di Stoccolma; nell'Università di Cambridge e nell'Arquivo da Fabrica da Sé Patriarcal di Lisbona.

### Edizioni a stampa
La produzione di Valentini ci è giunta soprattutto grazie alle edizioni coeve, opera di editori soprattutto olandesi, ma anche parigini, londinesi, bolognesi e romani. È ancora l'Archivio degli Scolopi a possedere il maggior numero di stampe di opere di Valentini, ma grandi collezioni sono anche a 
- Venezia: 
  - la Biblioteca Nazionale Marciana possiede l'unico esemplare rimastoci delle 12 sonate a tre, in un volume contenente l'edizione dell'inglese Walsh delle Bizzarrie, op. 2[15][16][17][18]; e un'edizione Walsh di 12 assoli per violino, violoncello e cembalo, contrassegnato come «op. 8», forse accostabile agli Allettamenti per camera, op. 8 editi anche dal romano Mascardi nel 1714, e conservati a Firenze, Dresda e Münster (la copia dell'edizione Walsh presente a Venezia è reperibile anche al Conservatorio di Bergamo oltre che a Washington, Cambridge, Londra e Parigi)[19];
  - la Fondazione Giorgio Cini possiede la stampa di un oratorio, edita dal romano Collegio Clementino nel 1730[20], e, nel Fondo Rolandi Valentini, un'edizione del romano Paolo Komarek, datata 1710, di una cantata per la nascita di Giuseppe I d'Asburgo[21];
- Novara: il Fondo del Teatro Coccia dell'Archivio di stato novarese ha un esemplare dell'Oratorio del Collegio Clementino presente anche a Venezia[20];
- Bergamo: il Conservatorio «Donizetti» ha un esemplare dei 12 assoli, op. 8 di Walsh conservati anche a Venezia (vedi sopra) e in numerose altre biblioteche[19];
- Bologna: il Museo internazionale e biblioteca della musica ha un'edizione del 1701 del bolognese Marino Silvani dei Concerti grossi a quattro e sei strumenti, op. 7 (le parti di questa edizione sono conservate anche nei conservatori di Milano e Napoli, oltre che in altre parti del mondo[22][23]); e le Idee per camera, op. 4, stampate da Komarek.[24][25] L'opus 4 fu anche stampata da Roger ad Amsterdam, in una edizione oggi conservata in molte biblioteche.[26] Roger stampò anche un «Libro secondo» dell'opus 7, rimastoci in diversi esemplari[27];
- Firenze: il Conservatorio ha un'edizione del 1714 del romano Mascardi degli Allettamenti per camera, op. 8, un'edizione presente anche alla Sächsische Landesbibliothek/Staats- und Universitätsbibliothek (SLUB) di Dresda e alla Santini-Bibliothek di Münster[28][29] (questo documento non deve essere confuso con l'Allettamento, op. 1 n. 5 che il conservatorio di Firenze possiede in copia manoscritta, vedi sopra alle Copie manoscritte). L'opus 8 fu pubblicata anche dal londinese Walsh in copie oggi presenti a Venezia, Bergamo, Londra, Parigi, Cambridge, Washington (vedi sopra il punto riguardante la Biblioteca Nazionale Marciana di Venezia);
- Lucca: la Biblioteca Statale ha una stampa di Komarek del 1706 con le Fantasie musicali, op. 3, presente anche a Ratisbona.[30][31] Una composizione chiamata Fanstasie, senza numero d'opera, fu stampata anche da Roger & Le Cène ad Amsterdam[32];
- Siena: l'Archivio del Duomo ha un esemplare dell'edizione romana (curata da Giovanni Giacomo Komarek nel 1701) delle Sinfonie op. 1.[33][34] Queste sinfonie furono più volte riviste ed edite dall'editore olandese Roger e dal suo socio Le Cène in molte riedizioni.[35][36][37] Non si sa quanto queste Sinfonie, op. 1 siano imparentate con la copia manoscritta conservata a Firenze (vedi Copie manoscritte), intitolata Allettamento, op. 1 n. 5.
- Roma: la Biblioteca Apostolica Vaticana, e l'Accademia dei Lincei hanno esemplari simili a quello di Siena[33][34];
- Napoli: il Conservatorio di San Pietro a Majella conserva le parti di un esemplare dell'edizione Silvani di Bologna dei Concerti grossi, op. 7.[23]

All'estero si contano:
- 21 edizioni a Dresda,
- 12 alla British Library di Londra,
- 9 alla Bibliothèque National de France di Parigi[35][37],
- 6 al Conservatorio di Parigi[36],
- 6 alla Library of Congress di Londra,
- 4 all'Instituut voor Muziekwetenschap der Rijksuniversiteit di Utrecht,
- 3 al Koninklijk Conservatorium di Bruxelles,
- 3 alla Cambridge University Library,
- 3 nella Rossijskaja Gosudarstvennaja Biblioteka di Mosca,
- 3 nel Musik- och teaterbiblioteket di Stoccolma[26][27][38],

seguono:
- la Österreichische Nationalbibliothek di Vienna,
- la Santini-Bibliothek di Münster,
- la Collezione Meyer di Parigi,
- il Royal College of Music di Londra,
- il Museo internazionale e biblioteca della musica di Bologna,
- la Toonkunst-Bibliotheek di Amsterdam[37][38],
- il Musikarchiv del Benediktinerstift di Kremsmünster[38],
- il Musikabteilung del Preußischer Kulturbesitz nella Staatsbibliothek zu Berlin (con la British Library di Londra e l'Archivio della Cattedrale di Saragozza possiede un esemplare di Roger & Le Cène di una raccolta di concerti grossi forse connessa con l'opus 7 stampata anche da Silvani a Bologna)[23][39],
- la Bayerische Staatsbibliothek di Monaco[23],
- la Proske-Musikbibliothek della Bischöfliche Zentralbibliothek di Ratisbona[31],
- il Musiksammlung der Grafen von Schönborn-Wiesentheid di Wiesentheid[23],
- l'Archivo de Música de las Catedrales (presso l'Archivos Catedralicios «El Pilar y La Seo») di Saragozza[39],
- la Reid Music Library dell'Università di Edimburgo[38],
- la Henry Watson Music Library di Manchester[27],
- la Biblioteca Universitaria di Coimbra[27],
- la Biblioteca Universitaria di Varsavia[36],
- il Privatsammlung «De Geer» di Lövstabruck (Uppsala)[38],
- la Universitetsbiblioteket «Carolina Rediviva» di Uppsala[36],
- la Kungliga teaterns bibliotek di Stoccolma (ha un esemplare stampato da Le Cène del secondo libro dell'opus 9 presente anche alla British Library)[40],
- la Music Library dell'Università del Michigan, ad Ann Arbor.[32]

### Edizioni moderne
Le opere di Valentini sono state spesso rieditate nel corso dell'Ottocento e del Novecento.
- La Biblioteca Nazionale Marciana di Venezia, in un manoscritto miscellaneo novecentesco contenente molte musiche copiate ad uso della famiglia Dini, reca una riedizione moderna di una Sonata Decima di Valentini (nato a Firenze nel 1690) effettuata da Cesare Dini nel 1917[41];
- nel 1921, l'editore Ricordi pubblicò una Sonata per violino e basso di Valentini in una trascrizione per violino e pianoforte effettuata da Ottorino Respighi. L'edizione è presente nei conservatori di Bergamo, Frosinone, Avellino, e nelle Biblioteche Nazionali di Roma[42] e Firenze.[43] Ricordi ristampò questa versione di Respighi anche nel 1949[44] e nel 1957[45];
- la Biblioteca Palatina di Parma possiede un Te Deum di Valentini copiato da Biagio Quilici nel 1820.[46]

## Edizioni discografiche
Il 17 e 18 luglio 2000, il pianista Bruno Canino e il violoncellista Anndrea Noferini hanno registrato una compilation di sonate per violoncello settecentesche presso il Conservatorio «Bruno Maderna» di Cesena, pubblicata dalla casa discografica bolognese Bongiovanni. La compilation contiene anche la Sonata 10 di Valentini.

## Composizioni

### Musica strumentale
- op. 1: XII Sinfonie, A tre, cioè due Violini e Violoncello, col Basso per l'Organo (Roma, 1701)
- op. 2: Bizzarrie per Camera, per due violini e basso (Roma, 1703)
- op. 3: Fantasie musicali a tre, per due violini e basso (Roma, 1706)
- op. 4: Idee per camera, per violino e basso (Roma, s.d., ma 1706/7)
- op. 5: Villeggiature armoniche a tre, per due violini e basso (Roma, 1707)
- op. 7: Concerti grossi (Roma, 1710)
- op. 8: Allettamenti per camera a violino, e violoncello, o cembalo (Roma, 1714)
- op. 9: X Concerti grossi (Amsterdam, 1724)

### Opere liriche
- I atto de La finta rapita (Cisterna, 1714)
- La costanza in amore (Cisterna, 1715)